# حبيل اللجوين (السبرة)

تعديل مصدري - تعديل

حبيل اللجوين محلة تابعة لقرية خيران، التابعة لعزلة زبيد بمديرية السبرة إحدى مديريات محافظة إب في الجمهورية اليمنية.، بلغ تعداد سكانها 49 حسب تعداد اليمن لعام 2004.